# Melancistrus specularis
Melancistrus specularis är en stekelart som beskrevs av Graham 1969. Melancistrus specularis ingår i släktet Melancistrus och familjen puppglanssteklar.
Artens utbredningsområde är Sverige. Arten är reproducerande i Sverige. Inga underarter finns listade i Catalogue of Life.